# Grais
Grais là một chi bướm ngày thuộc họ Bướm nâu.